# Forrest Towns
Pour les articles homonymes, voir Forrest.
Forrest Grady Towns  (né le 6 février 1914 à Fitzgerald et mort le 9 avril 1991 à Athens) est un athlète américain, spécialiste du 110 mètres haies.

## Carrière
Initialement joueur de football américain, Forrest Towns est repéré pour ses qualités athlétiques et obtient une bourse à l'Université de Géorgie.
Il se distingue en 1936 en devenant champion NCAA et en remportant les championnats de l'Amateur Athletic Union,. Il améliore le record du monde du 110 m haies en 14 s 1 le 19 juin 1936 à Chicago. Il participe aux Jeux olympiques de 1936 à Berlin où il égale son propre record de 14 s 1 en demi-finale, avant de s'imposer en finale dans le temps de 14 s 2, devant le Britannique Donald Finlay et l'autre Américain Frederick Pollard. 
Le 27 août 1936, Forrest Towns améliore de quatre dixièmes de seconde son propre record mondial en signant le temps de 13 s 7 lors des Bislett Games d'Oslo. Il devient le premier hurdler sous les 14 secondes.
Il est élu au Temple de la renommée de l'athlétisme des États-Unis en 1976.

### Palmarès
| Date | Compétition     | Lieu   | Résultat | Performance |
| ---- | --------------- | ------ | -------- | ----------- |
| 1936 | Jeux olympiques | Berlin | 1er      | 14 s 2      |

- Championnats des États-Unis d'athlétisme :
  - 110 m haies : vainqueur en 1936
- Championnats NCAA : 
  - Vainqueur en 1936 (110 m haies) et 1937 (120 yards haies)

### Records
| Épreuve     | Performance | Lieu | Date         |
| ----------- | ----------- | ---- | ------------ |
| 110 m haies | 13 s 7      | Oslo | 27 août 1936 |